# Turkestan

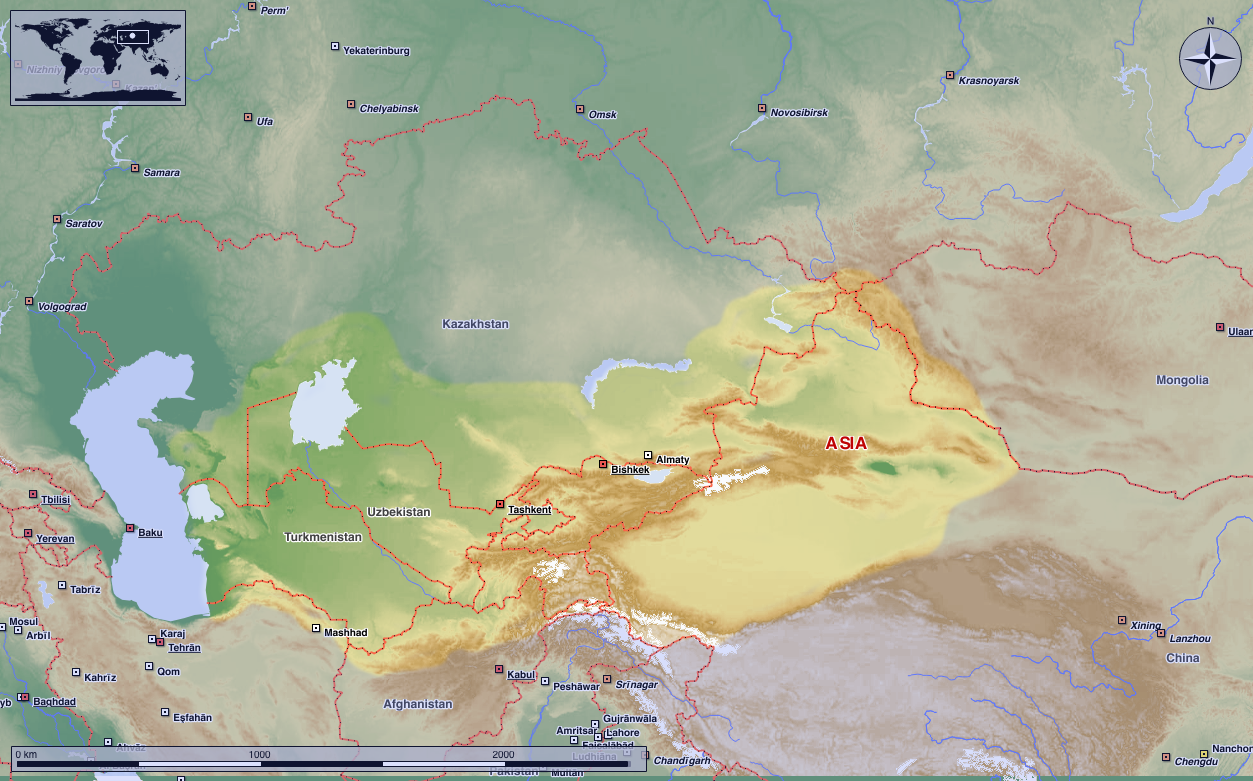
Ligging van Toerkestan

Turkestan, ook vaak Toerkestan gespeld, is het woongebied van de Turkse volkeren dat zich van Centraal-Azië uitstrekt tot in West-China en dat de huidige staten Kazachstan (gedeeltelijk), Kirgizië, Turkmenistan en Oezbekistan omvat. Het aangrenzende autonome gebied Xinjiang werd vroeger wel als Oost-Turkestan of Chinees Turkestan aangeduid.

## Geografie
Landen die over het algemeen tot Turkestan worden gerekend.
| Vlag | Land         | Hoofdstad | Oppervlakte (km²) | Munteenheid      | Tijdzone | Opmerking                                                               |
| ---- | ------------ | --------- | ----------------- | ---------------- | -------- | ----------------------------------------------------------------------- |
|      | Kazachstan   | Astana    | 2.724.900         | Kazachse tenge   | UTC+5    |                                                                         |
|      | Kirgizië     | Bisjkek   | 199.949           | Kirgizische som  | UTC+6    | Wordt ook wel eens Kirgizstan genoemd.                                  |
|      | Oeigoerië    | Ürümqi    | 1.660.000         | Chinese yuan     | UTC+8    | Autonome regio in China, ook wel gekend als Oost-Turkestan of Xinjiang. |
|      | Oezbekistan  | Tasjkent  | 447.400           | Oezbeekse sum    | UTC+5    |                                                                         |
|      | Turkmenistan | Asjchabad | 488.100           | Turkmeense manat | UTC+5    |                                                                         |

## Geschiedenis
De voormalige republiek Turkestan (1918-1921) omvatte een groot deel van het huidige Turkmenistan.
- West-Turkestan (Russisch Turkestan)
  - Generaal-gouvernement Turkestan (1867-1917)
  - Turkestan Autonome Staat (1917-1918)
  - Turkestaanse Autonome Socialistische Sovjetrepubliek (1918-1924)
- Oost-Turkestan (Chinees Turkestan)
  - Eerste Oost-Turkestaanse Republiek (1933-1934)
  - Tweede Oost-Turkestaanse Republiek (1944-1946)

## Demografie
De meerderheid van de inwoners van het gebied zijn de verschillende Turkse volkeren, die voornamelijk orthodoxe moslims zijn, maar ook andere religies worden door de Centraal-Aziatische Turken beleden, zoals het boeddhisme onder de Toevanen en het sjamanisme onder de Chakassen.

## Trivia
Türkistan is tevens de naam van een stad in het zuiden van Kazachstan waar het Mausoleum van Hodja Ahmed Yasavi te vinden is.